# Alfred Reisenauer
Alfred Reisenauer (Königsberg, 1er novembre 1863 – Libau, 3 octobre 1907) est un  pianiste, compositeur et professeur de musique allemand.

## Biographie
Enfant prodige Alfred Reisenauer étudie avec sa mère, puis est l'élève de Louis Köhler. À douze ans, il se rend avec ses parents à Weimar pour une audition chez Franz Liszt au printemps et à l'été 1876, et devient pendant dix ans, un de ses élèves préférés. Il fait ses débuts à Rome en 1881. Après avoir fait son droit à Leipzig, il mène une brillante carrière de pianiste, en particulier par une tournée à Londres, à travers l'Allemagne et en Russie (dont la Sibérie) et jusqu'en Chine.
En tant que l'un des plus importants professeurs de piano et interprètes de son temps, Reisenauer est devenu principal professeur de piano au Conservatoire de Sondershausen en 1885 et après avoir enseigné le piano au Conservatoire de Leipzig en 1900, il a finalement été nommé directeur de l'institution. Ses propres étudiants incluent Sigfrid Karg-Elert, Sergueï Bortkiewicz, Anatol von Roessel, Josef Pembaur et Bruno Hinze-Reinhold.
Il était connu pour son jeu sensible. Le 10 avril 1905, il enregistre dix pièces pour piano pour la firme des pianos mécaniques Welte-Mignon, aux studios Welte à Leipzig. Reisenauer a également mis de nombreux Lieder en musique et Reisebilder, op. 14 pour piano. Il souffrait d'alcoolisme et buvait beaucoup de champagne au cours de ses tournées. Il est mort à Libau (aujourd'hui en Lettonie), en 1907, pendant l'une d'elles.

## Enregistrements Welt Mignon
- The Welte Mignon Mystery, vol. 22 - Alfred Reisenauer : Schumann, Liszt, Beethoven, Chopin (1905, Tacet)